# Test de Durbin-Watson
Le test de Durbin-Watson est un test statistique destiné à tester l'autocorrélation des résidus dans un modèle de régression linéaire. Il a été proposé en 1950 et 1951 par James Durbin et Geoffrey Watson.

## Conditions du test
Le test de Durbin-Watson cherche à vérifier la significativité du coefficient ρ dans la formule :
{\displaystyle {\varepsilon }_{t}={\rho }{\varepsilon }_{t-1}+u_{t}}
où εt est le résidu estimé du modèle et ut est un bruit blanc avec le test de Wald.
Hypothèses
L'hypothèse nulle (H0) stipule qu'il y a non auto-corrélation donc ρ = 0. L'hypothèse de recherche (H1) stipule qu'il y a auto-corrélation donc ρ différent de 0 avec toujours |ρ| < 1.
Statistique
La statistique de Durbin-Watson est définie par :
{\displaystyle DW={\frac {\sum _{t=2}^{n}(\varepsilon _{t}-\varepsilon _{t-1})^{2}}{\sum _{t=1}^{n}\varepsilon _{t}^{2}}}.}
Interprétation
La statistique DW prend ses valeurs entre 0 (auto-corrélation linéaire positive) et 4 (auto-corrélation linéaire négative). L'hypothèse nulle est retenue si la statistique a une valeur proche de 2 (pas d'auto-corrélation linéaire). On note d1 et d2 les deux valeurs seuils correspondant à la tolérance.
| DW      | [0 ; d1]                        | [d1 ; d2]    | [d2 , 4 – d2]          | [4 – d2 , 4 – d1] | [4 – d1 ; 4]                    |
| ------- | ------------------------------- | ------------ | ---------------------- | ----------------- | ------------------------------- |
| Analyse | ρ > 0 Auto-corrélation positive | Indéterminée | Hypothèse nulle valide | Indéterminée      | ρ < 0 Auto-corrélation négative |

## Autres tests d'autocorrélation

### Tests d'auto-corrélation d'ordre 1 classiques
- Test de Durbin-Watson
- Test de Durbin

### Test d'auto-corrélation d'ordre 1 asymptotiques
- Test de Breusch-Godfrey

### Tests d'auto-corrélation d'ordre supérieur à 1
- Test Q de Ljung-Box
- Test de Box-Pierce